# Jaunac
Jaunac är en kommun i departementet Ardèche i regionen Auvergne-Rhône-Alpes i sydöstra Frankrike. Kommunen ligger  i kantonen Le Cheylard som ligger i arrondissementet Tournon-sur-Rhône. År 2022 hade Jaunac 121 invånare.

## Befolkningsutveckling
Antalet invånare i kommunen Jaunac
Referens: INSEE